# Staffan Strand
Staffan Strand (Staffan Bo Strand; * 18. April 1976 in Upplands Väsby) ist ein ehemaliger schwedischer Hochspringer. 
Strand siegte bei den U23-Europameisterschaften 1997 mit 2,28 Meter vor dem Deutschen Martin Buß. 1998 wurde er mit 2,27 Meter Achter bei den Europameisterschaften in Budapest. Bei den Hallenweltmeisterschaften 1999 in Maebashi platzierte er sich mit 2,25 Meter auf Rang 5. Bei den Weltmeisterschaften in Sevilla sprang er 2,29 und wurde erneut Fünfter.
In Sydney bei den Olympischen Spielen 2000 sprang nur Olympiasieger Sergei Kljugin 2,35 Meter. Sechs weitere Springer hatten 2,32 Meter überquert und wurden nach der Fehlversuchsregel einsortiert. Staffan Strand fand sich auf Rang 6 wieder. Bei den Hallenweltmeisterschaften 2001 in Lissabon gewann er mit 2,29 Meter die Bronzemedaille hinter seinem Landsmann Stefan Holm und dem Ukrainer Andrij Sokolowskyj. Mit 2,25 Meter wurde er im Sommer 2001 Siebter bei den Weltmeisterschaften in Edmonton.
Bei den Halleneuropameisterschaften 2002 in Wien sprang Strand 2,34 Meter und gewann Gold vor Stefan Holm. Bei den Europameisterschaften in München holte Strand mit 2,27 m Bronze hinter dem Russen Jaroslaw Rybakow (2,31 m) und Stefan Holm (2,29 m).
Mit 2,25 Meter wurde Strand Siebter bei den Hallenweltmeisterschaften 2003 in Birmingham. Bei den Olympischen Spielen 2004 in Athen platzierte sich Strand auf dem 18. Rang.
Strand war 1995, 1996 und 1997 Schwedischer Meister. Seine Besthöhe liegt bei 2,35 Meter in der Halle und 2,32 Meter draußen. Nach den Schwedischen Vereinsmeisterschaften 2008 verkündete Staffan Strand am 4. Juli auf seiner Website das Ende seiner Karriere.
Der 1,88 m große und im Wettkampf 75 kg schwere Strand studierte an der University of Minnesota und machte dort einen Ph. D. in Computer Engineering. 